# Proutiella ilaire
Proutiella ilaire là một loài bướm đêm thuộc họ Notodontidae. Nó được tìm thấy ở Panama và Costa Rica to Colombia.